# Oglasa arcuata
Oglasa arcuata là một loài bướm đêm trong họ Noctuidae.